# Andrea Ehrig-Mitscherlich
Andrea Ehrig-Mitscherlich z d. Mitscherlich (ur. 1 grudnia 1960 w Dreźnie) – niemiecka łyżwiarka szybka reprezentująca NRD, wielokrotna medalistka olimpijska, wielokrotna medalistka mistrzostw świata i Europy, a także zdobywczyni Pucharu Świata.

## Kariera
Specjalizowała się w długich dystansach, choć startowała również w sprincie. Pierwszy sukces w karierze osiągnęła w 1976 roku, kiedy zdobyła srebrny medal na dystansie 3000 m podczas igrzysk olimpijskich w Innsbrucku. W zawodach tych wyprzedziła ją jedynie Tatjana Awierina z ZSRR, a trzecie miejsce zajęła Norweżka Lisbeth Korsmo. Na tym samym dystansie była czwarta na rozgrywanych cztery lata później igrzyskach olimpijskich w Lake Placid, przegrywając walkę o podium z Amerykanką Beth Heiden. W 1982 roku wywalczyła srebrny medal na wielobojowych mistrzostwach świata w Inzell, rozdzielając na podium swą rodaczkę Karin Busch oraz Natalję Pietrusiową z ZSRR. W tej samej konkurencji była najlepsza podczas rozgrywanych rok później mistrzostw świata w Karl-Marx-Stadt i mistrzostw Europy w Heerenveen. W 1984 roku wystąpiła na igrzyskach w Sarajewie, zdobywając medale w każdym ze startów. Najpierw zajęła drugie miejsce za Karin Enke w biegach na 1000 i 1500 m, a następnie zwyciężyła na dystansie 3000 m, ustanawiając nowy rekord olimpijski. Podobne wyniki uzyskała podczas igrzysk olimpijskich w Calgary w 1988 roku, gdzie także trzykrotnie plasowała się na podium. Tym razem srebrne medale zdobyła na dystansach 3000 i 5000 m, ulegając tylko Yvonne van Gennip z Holandii. Wywalczyła także brązowy medal w biegu na 1500 m, w którym na podium oprócz niej stanęły również Yvonne van Gennip i Karin Kania. Na tych samych igrzyskach była też dziesiąta w biegu na 500 m i czwarta na dwukrotnie dłuższym dystansie, przegrywając walkę o podium z Bonnie Blair z USA. W międzyczasie Mitscherlich zdobyła też cztery medale na wielobojowych mistrzostwach świata: złoty na MŚ w Sarajewie w 1985 roku oraz srebrne podczas MŚ w Deventer w 1984 roku, MŚ w Hadze w 1986 roku oraz rozgrywanych rok później MŚ w West Allis. Równocześnie sięgała po złote medale na mistrzostwach Europy w Groningen w 1985 roku, mistrzostwach Europy w Geithus w 1986 roku i mistrzostwach Europy w Kongsbergu w 1988 roku. Wielokrotnie stawała na podium zawodów Pucharu Świata, odnosząc przy tym sześć zwycięstw. Najlepsze wyniki osiągnęła w sezonie 1985/1986, kiedy zwyciężyła w klasyfikacji końcowej 3000 m/5000 m.
Ustanowiła 10 rekordów świata (w tym jeden nieoficjalny).
Po swoim pierwszym ślubie w 1981 roku zmieniła nazwisko i od sezonu 1981/1982 startowała jako Andrea Schöne. W 1985 roku ponownie wyszła za mąż, tym razem za panczenistę Andreasa Ehriga i od tej pory startowała pod nazwiskiem Andrea Ehrig-Mitscherlich.

### Mistrzostwa świata
- Mistrzostwa świata w wieloboju
  - złoto – 1983, 1985
  - srebro – 1982, 1984, 1986, 1987